# Bettina Balbiani
Bettina Balbiani je argentinska hokejašica na travi. 
Osvajačica je zlatnog odličja na Panameričkog kupa 2001.

## Vanjske poveznice
- Hockey-Argentina[neaktivna poveznica] Slika